# Golada

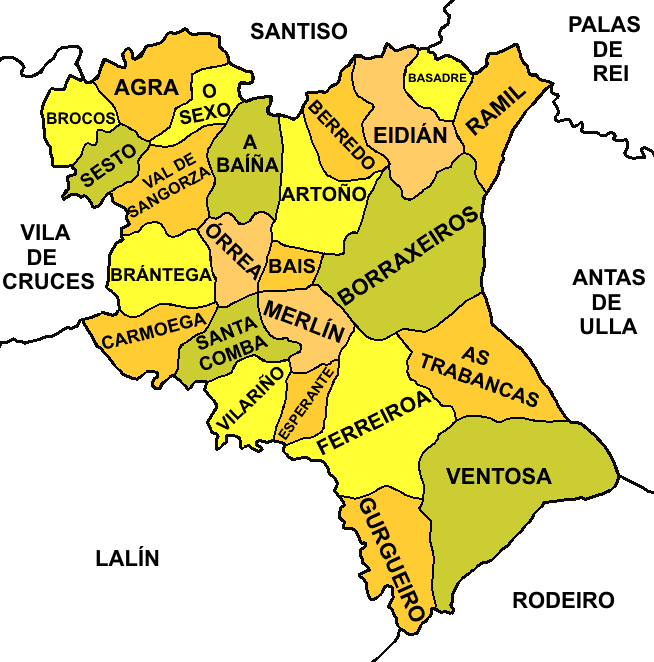
Parroquias que conforman el municipio de Golada.

Golada (en gallego y, oficialmente, Agolada) es una villa y municipio español, situado en la provincia de Pontevedra, situado en la Comarca do Deza, en la comunidad autónoma de Galicia.

## Situación
Se encuentra situado en el extremo nordeste de la provincia de Pontevedra, entre el río Ulla, la sierra del Farelo y el río Arnego. Cerca del centro geográfico de Galicia situado en Antas de Ulla

## Geografía y clima
El monte do Farelo, con 956 metros, es el punto más alto del municipio. El Ulla, que hace de límite norte, es el principal río, en Brocos se une al río Arnego antes del comienzo del embalse de Portodemouros. Pertenece a la provincia de Pontevedra en lo administrativo y a la diócesis de Lugo en lo eclesiástico. 
El clima es oceánico interior, con inviernos suaves y veranos frescos. Las precipitaciones anuales son de 1.290 mm.

### Parroquias
Parroquias que forman parte del municipio:
- Agra (San Miguel)
- Artoño (Santa Eulalia)[3]
- Baíña (San Pedro)
- Bais (San Paio)
- Basadre (Santa María)
- Berredo (Santa María)
- Borrajeiros (San Cristóbal)[6]
- Brántega (San Lourenzo)
- Brocos (San Miguel)
- Carmoega (San Pedro)
- Eidián[6] (Santiago)
- Esperante (San Cibrao)
- Ferreiroa (San Pedro)
- Gurgueiro (San Miguel)
- Merlin (San Pedro)
- Orrea (San Andrés)
- Ramil (San Martiño)
- Santa Comba (San Xoán)
- Sejo[6]
- Sesto[6]
- Trabancas (San Mamed)
- Val (Santa María)
- Ventosa (San Xulián)
- Vilariño (Santa María)

## Etimología
De acuerdo con Fernando Cabeza Quiles el topónimo en gallego Agolada proviene de la expresión latina Aqua Lata, esto es, agua conducida o llevada, sin que tuviera ninguna relación con Golada. Respecto a la existencia de ambos topónimos, Agolada/Golada, este autor sostiene que la forma verdadera es Agolada, proviniendo la confusión con Golada de un proceso popular de segmentación del "A" inicial por confusión con el artículo femenino ("la" en castellano), que produciría el término A Golada.
Esta misma interpretación es la asumida por otros investigadores como A. Moralejo o la Enciclopedia Lingüística Hispánica.
Golada, como tal, tendría un origen totalmente diferente y no relacionado con la etimología de Agolada.

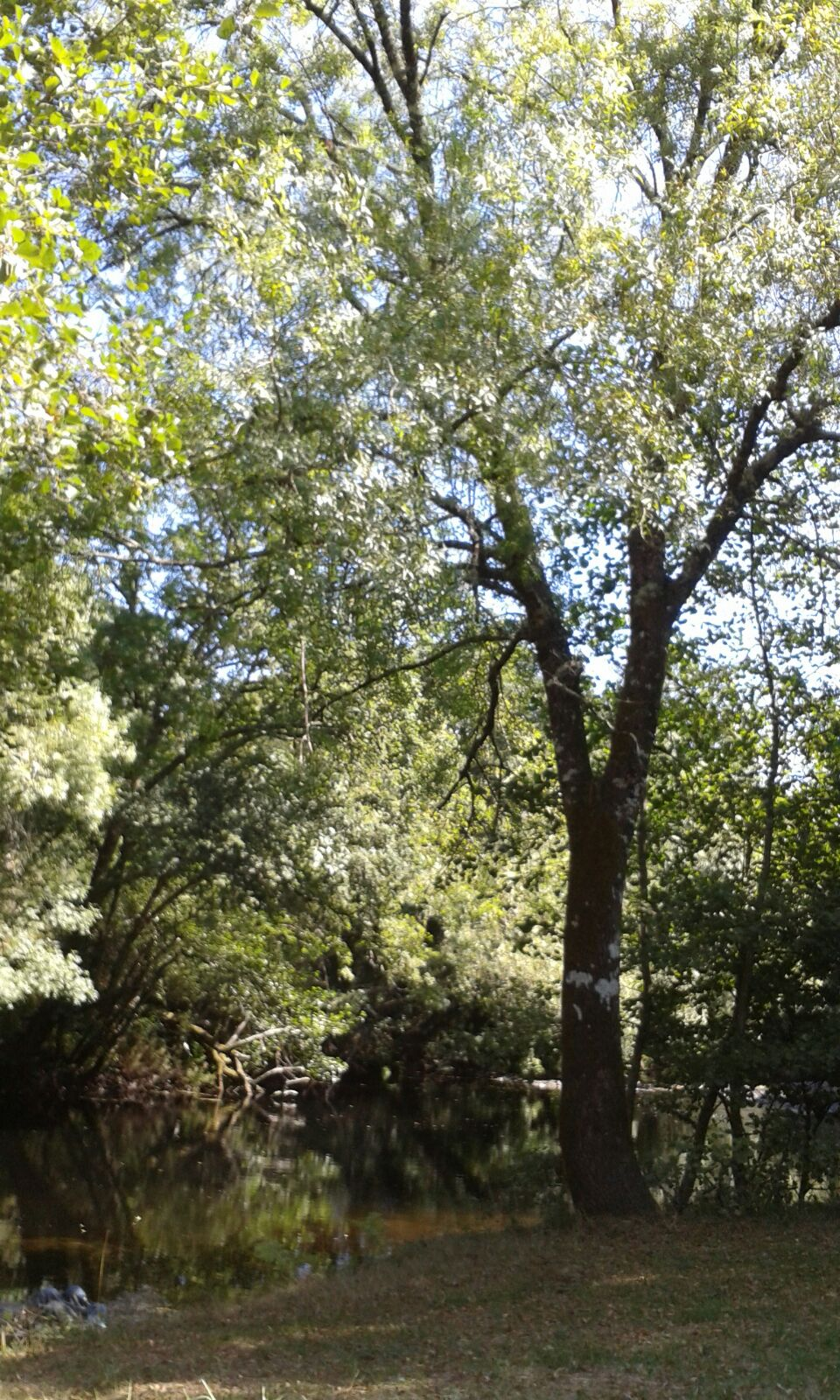
Acceso al Río Arnego en la parroquia de Carmoega

Por su parte, Pancracio Celdrán, abordando el topónimo en castellano, equipara la etimología de Golada con la de Igualada, en Barcelona, fijando de igual modo su origen en Aqua Lata, y explicando la aféresis de la /-a/ inicial como un fenómeno de ultracorrección que interpretaba esa vocal inicial como un inexistente artículo femenino.
La forma Agolada ha sido usada como topónimo para referirse a esta localidad pontevedresa en obras escritas en castellano a lo largo del siglo XIX.

## Geografía humana

### Demografía
Cuenta con una población de 2282 habitantes (INE 2024).
| Gráfica de evolución demográfica de Agolada entre 1842 y 2021 |
| |
| Población de derecho según los censos de población del INE Población de hecho según los censos de población del INEEn estos censos se denominaba Golada: 1842, 1857, 1860, 1877, 1887, 1897, 1900, 1910, 1920, 1930, 1940, 1950, 1960, 1970 y 1981 |

También se llama Golada la capital del municipio, que cuenta con una población de 500 habitantes. Pertenece a la parroquia de San Pedro de Ferreiroa, que es una de las veinticuatro en que se divide este municipio comprendidas por 131 núcleos de población. El municipio contaba en 1900 con 4794 habitantes, 7003 en 1950 y 4990 en 1970, debido entre otras cosas a la fuerte emigración sufrida, fenómeno que se sigue produciendo en la actualidad.

### Economía
La economía aunque fue históricamente agrícola, ganadera y forestal, tiende en los últimos años a depender de las producciones ganaderas de vacunos y porcinos. El desenvolvimiento actual está condicionado por un elevado número de explotaciones, la carencia de una estructura adecuada y la existencia de muchas tierras no aptas para el cultivo.

## Fiestas locales
Las fiestas patronales de Golada (parroquia de Ferreiroa) son el 30 de junio, festividad de San Pedro. Todos los días 12 de cada mes se celebra Feria, tanto de ganado, como de alimentación, textil, herramientas, etc. Además, previa a la Feria del 12 de agosto se celebra la "Fiesta Medieval", el día 11 de agosto acompañada de la "Feria de Artesanía". Otra fiesta a destacar en Golada es "La fiesta de los chóferes" que se suele celebrar en el último fin de semana del mes de julio.